# Зиновьев, Алексей Владимирович
Алексей Владимирович Зиновьев (род. 1973, Курганская область) — деятель российских спецслужб, генерал-лейтенант.

## Биография
Алексей Владимирович Зиновьев родился в 1973 году в Курганской области.
В начале карьеры проходил службу оперуполномоченным в Управлении Федеральной службы безопасности по Курганской области, состоял на должности начальника Шадринского отдела.
После перевода в Центральный аппарат Федеральной службы безопасности был назначен начальником службы инспекторского управления. 
На должности служил под непосредственным руководством Виктора Ивановича Бакуткина (впоследствии генерал-полковника) возглавлявшего региональные управления по Тульской и Новосибирской областям.
25 августа 2015 года назначен начальником Управления Федеральной службы безопасности по Тульской области, сменив на этом посту генерал-майора Евгения Алексеевича Матвеева, ушедшего на пенсию по достижении предельного возраста пребывания на военной службе.
20 декабря 2016 года полковнику Зиновьеву было присвоено очередное звание генерал-майор.
В качестве руководителя регионального управления Зиновьев акцентирует внимание на масштабы поля деятельности службы:

Современные вызовы требуют самоотдачи, высокого профессионализма, умения работать в условиях быстро меняющейся обстановки, больших физических и нервных нагрузок— из обращения к подчиненным, УФСБ России по Тульской области, 2018 год.
Указом Президента Российской Федерации от 16 сентября 2019 года генерал-майор Зиновьев назначен на должность начальника Управления Федеральной службы безопасности России по Свердловской области вместо Александра Петровича Вяткина, перешедшего в службу безопасности ГК «Росатом» в Москву.
Ночью 30 апреля 2020 года в Чкаловском районе города Екатеринбурга был введен режим КТО. В ходе операции, проведенной УФСБ по Свердловской области под руководством генерал-майора Зиновьева, были ликвидированы трое боевиков запрещенной в России террористической организации ИГИЛ, готовивших теракты на территории Екатеринбурга в майские праздники.
В декабре 2020 года Алексею Зиновьеву присвоено очередное звание генерал-лейтенант. В 47 лет он стал одним из самых молодых генерал-лейтенантов в органах государственной безопасности.
С июля 2022 года в должности начальника инспекторского управления контрольной службы Центрального аппарата ФСБ.

## Семья
Алексей Владимирович Зиновьев женат.